# 無水酢酸
無水酢酸（むすいさくさん、acetic anhydride）とは、カルボン酸無水物の一種で、酢酸2分子が脱水縮合したものに相当する。
純酢酸（氷酢酸とも）と混同されることがあるが、純酢酸とは水をほとんど含まない、純度がほぼ100%の酢酸のことで、異なる化合物である。

## 性質
無色で強い酸味と刺激臭を持つ液体。蒸気は催涙性を持っており、液体を皮膚に付着させると水疱や炎症を生じる。
エタノールに易溶だが、徐々に反応して酢酸エチルとなる。また、エーテル・ベンゼン・ニトロベンゼンなどにも溶ける。水には約2.7%溶けて、徐々に反応して酢酸となる。この反応は酸の存在により促進される。強塩基と反応させると酢酸塩となる。

## 合成法
工業的にはケテンと酢酸を反応させて製造される。あるいは無水塩化アルミニウムを触媒とした酢酸とホスゲンの反応や塩化アセチルと酢酸ナトリウムの反応でも生成する。
無水酢酸の 2010年度日本国内生産量は 241,291 t、販売出荷量は 39,828 t であった。大部分は同一工場内でアセチルセルロースなどの原料として使用されている。

## 反応
カルボン酸無水物の反応性を持つ。塩基、または酸を触媒として、酢酸誘導体の合成に用いられる。例えば、アルコールと反応すると酢酸エステルが、アミンと反応するとアセトアミド誘導体が得られる。

## 用途
酢酸セルロース繊維の原料、アスピリン等の医薬品製造、香料、染料等の合成原料など。

## 法規制
麻薬等の製造過程で使用される（モルヒネと化合させるとヘロインが出来る）ことから、平成13年11月25日に施行された、改正・麻薬及び向精神薬取締法により、日本では「特定麻薬向精神薬原料」に指定された。アメリカ合衆国ではDEA規則により使用と販売が制限されている。
2016年に改正された毒物及び劇物指定令によって、7月15日より本品およびこれを含む製剤が劇物に指定されている。
また引火性があるため、大量貯蔵管理に際しては危険物取扱者免許を要する（危険物第四類第2石油類）。